# Veselinovac
Veselinovac (serbisches-kyrillisch: Веселиновац) ist ein Dorf in Westserbien.

## Name
Der Name des Dorfes leitet sich vom ersten Einwohner der Gegend, Veselin Aleksić ab. Die Aleksićs haben bis heute Nachkommen im Ort. Der Name Veselin ist ein männlicher slawischer Vorname.

## Geographie
Das Dorf liegt in der Opština Valjevo, im Okrug Kolubara in  der historischen Region Podgorina im westlichen Zentralserbien.
Veselinovac liegt teilweise am Westhang des hohen Hang Oštrikovac, der zusammen mit dem Hang Slovački Grad  die Kolubara-Schlucht formt. Diese Schlucht ist unter dem Namen Suteska bekannt.
Der Ort liegt an der Öffnung der Schlucht und am rechten Ufer der Kolubara. Die Gegend um den Ort ist sonst eher flach und es gibt viele Wälder auf dem Dorfgebiet. Die meisten Dorfhäuser stehen eng beisammen an der Stelle, wo sich der Oštrikovac-Hang am sanftesten zum Tal der Kolubara senkt.
Veselinovac ist etwa 60 km südwestlich von der serbischen Hauptstadt Belgrad und rund 15 km östlich der Gemeindehauptstadt Valjevo entfernt.

## Bevölkerung
Veselinovac hatte bei der Volkszählung 2011 204 Einwohner, während es 2002 240 Bewohner waren. Nach den letzten drei Bevölkerungsstatistiken fällt die Einwohnerzahl weiter. Die Bevölkerung setzt sich aus Serben zusammen.

### Demographie
| Jahr | Einwohnerzahl |
| ---- | ------------- |
| 1948 | 390           |
| 1953 | 393           |
| 1961 | 350           |
| 1971 | 317           |
| 1981 | 289           |
| 1991 | 245           |
| 2002 | 240           |
| 2011 | 204           |

## Geschichte
Veselinovac war nicht in den osmanischen Steuerbüchern aufgelistet. Bis zum Jahre 1872 galt Veselinovac als Weiler des Dorfes Loznica. Erst 1874 wird es als eigenständiges Dorf mit 192 Einwohnern aufgezählt. Noch heute sind beide Dörfer in guter Gemeinschaft. Im Jahre 1884 hatte der Ort 232 Einwohner. Der alte Name des Dorfes war Veselinovci.
Im frühen 20. Jahrhundert war Veselinovac bekannt für seinen Gemüse und Früchte Anbau, besonders die Melonen des Dorfes waren selbst in Valjevo geschätzt. Bei den großen Mai-Überschwemmungen (Balkantief Yvette) wurde die alte Brücke über der Kolubara im Ort zerstört, die Brücke wurde ein Jahr später neu errichtet.

## Religion
Die Bevölkerung von Veselinovac bekennt sich zur Serbisch-orthodoxen Kirche. Der gemeinsame Dorffriedhof mit dem Dorf Loznica befindet sich am Hang Oštrikovac. Als Slava des Dorfes gilt die Tomina Nedelja (die Erste Woche nach dem orthodoxen Osterfest).

## Galerie

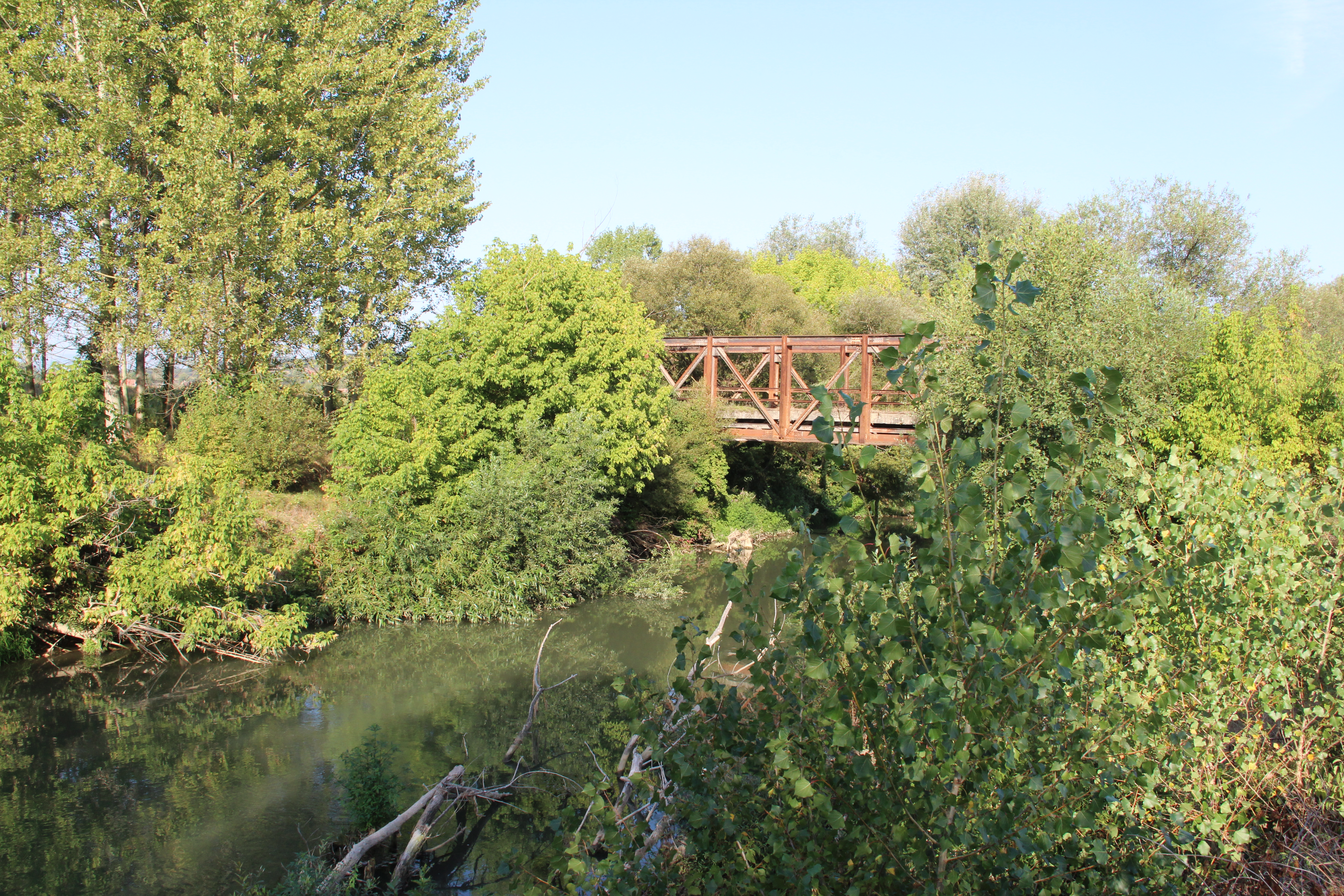
Brücke über den Fluss Kolubara
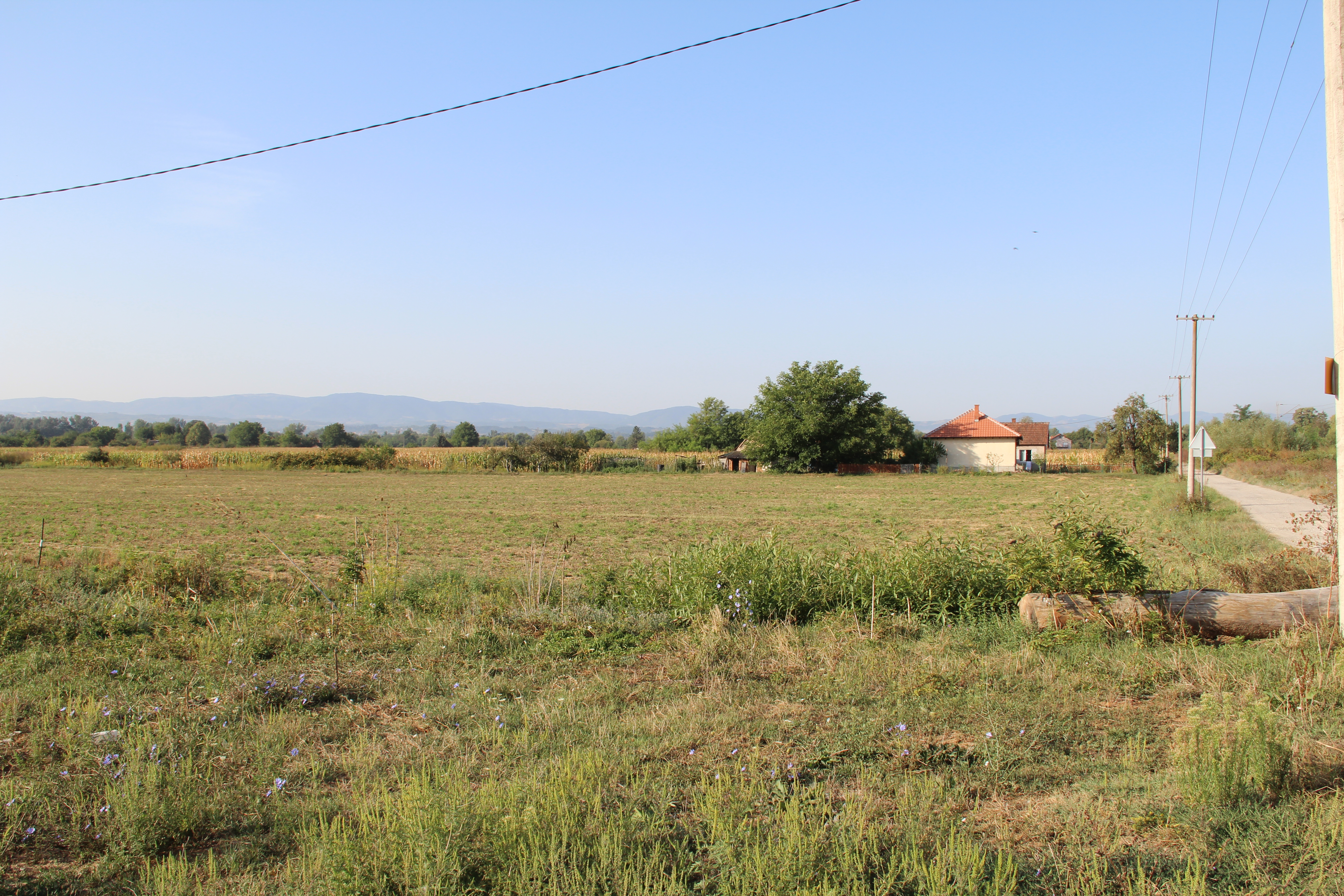
Veselinovac – Panorama
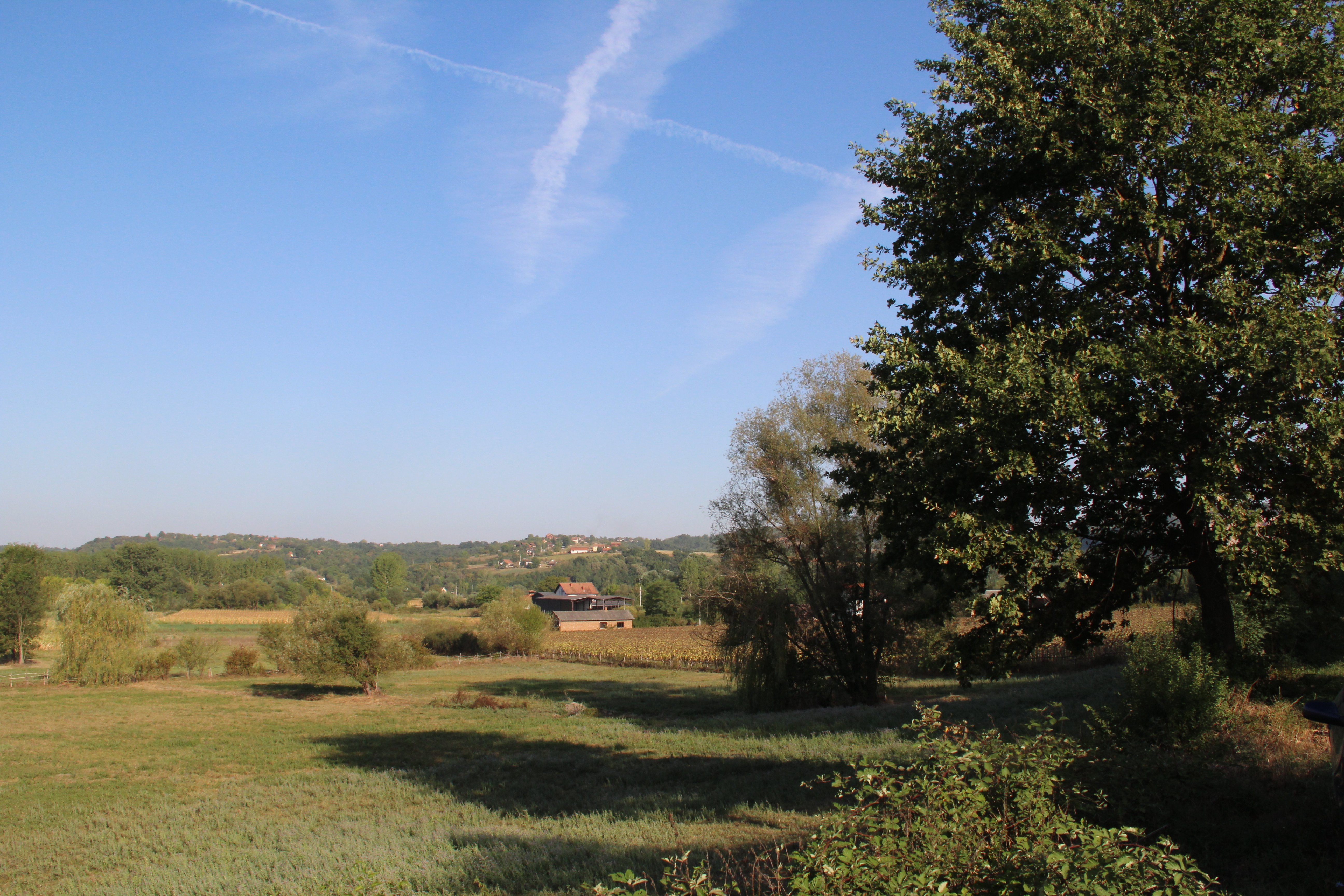
Veselinovac – Panorama
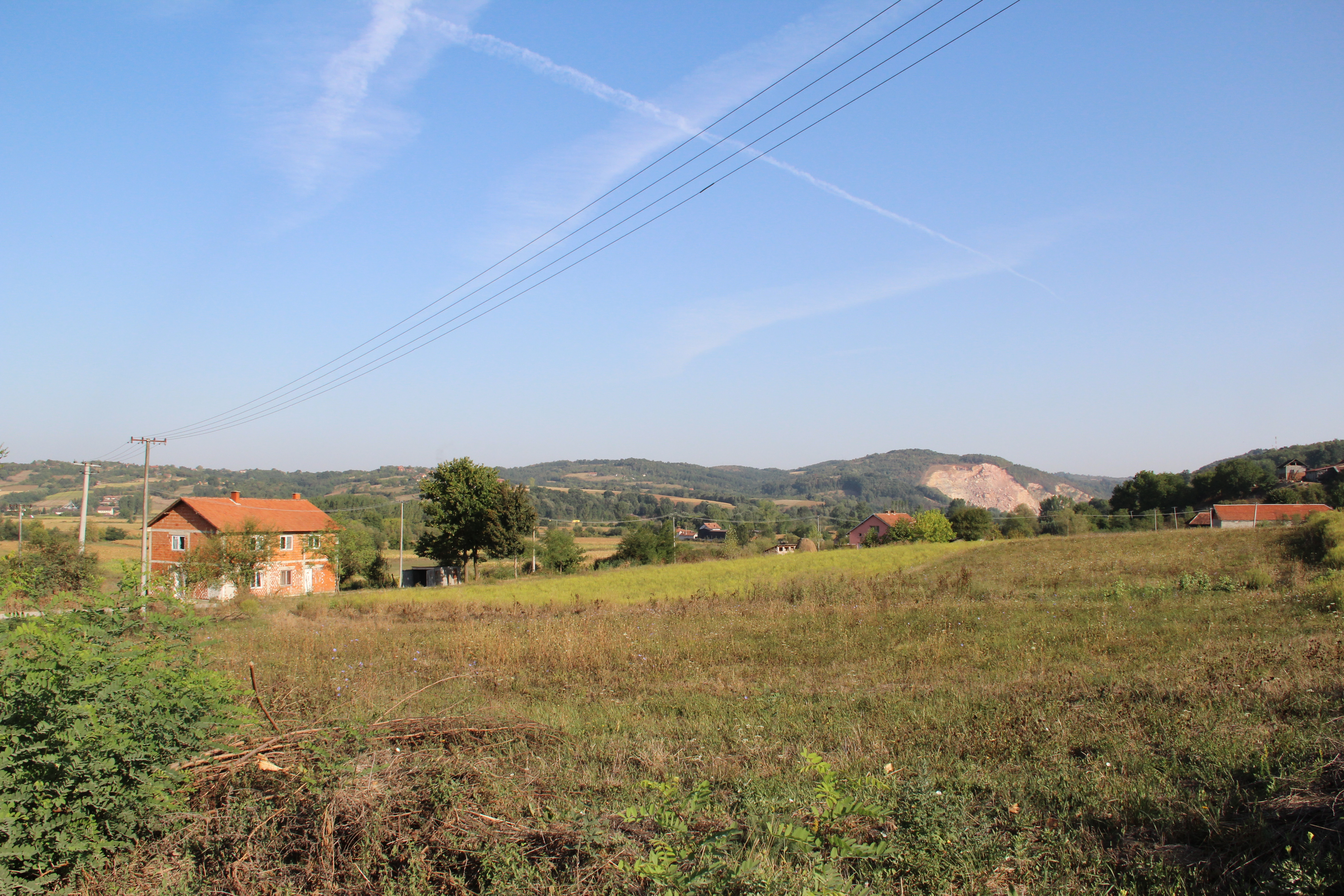
Veselinovac – Panorama
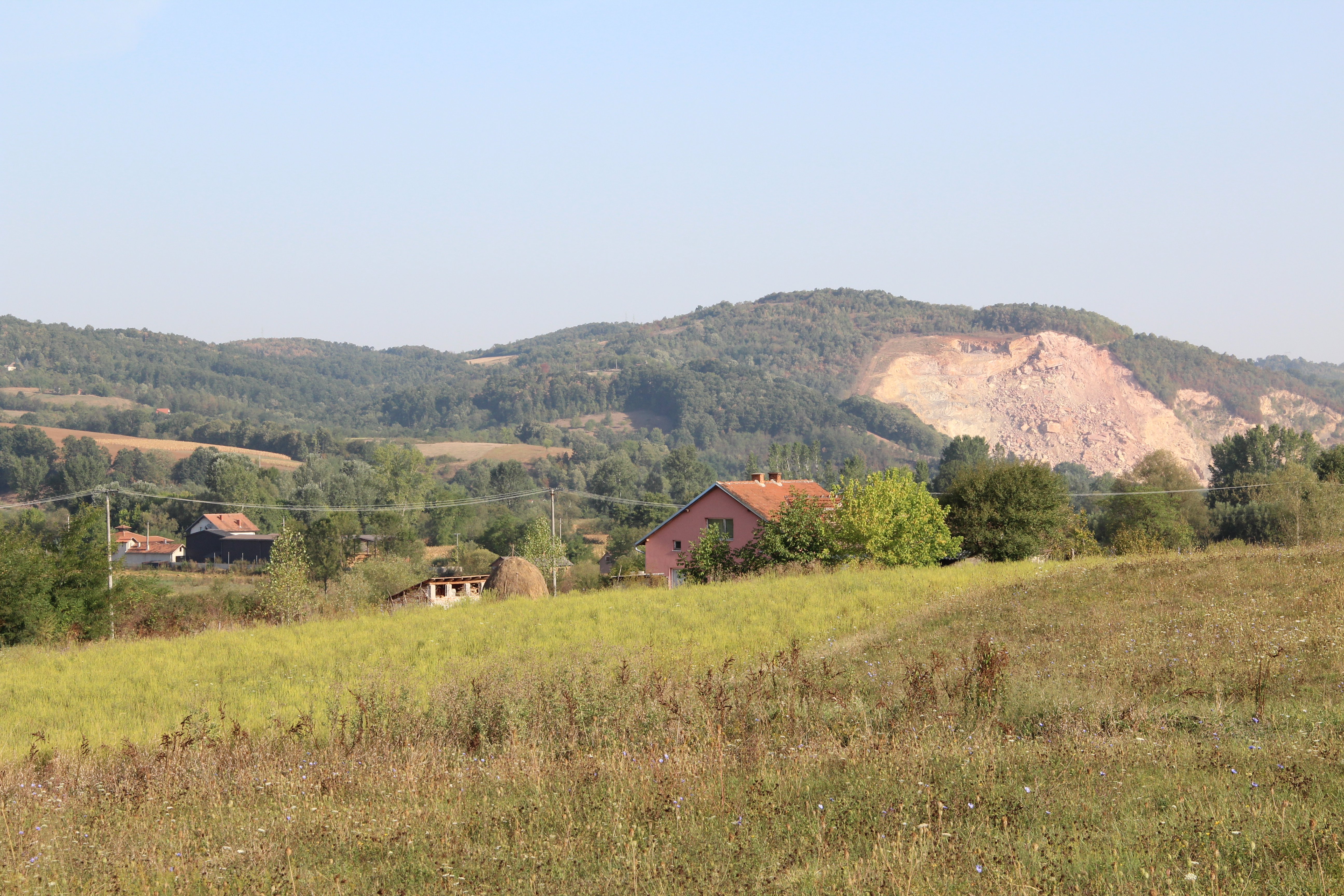
Veselinovac – Panorama
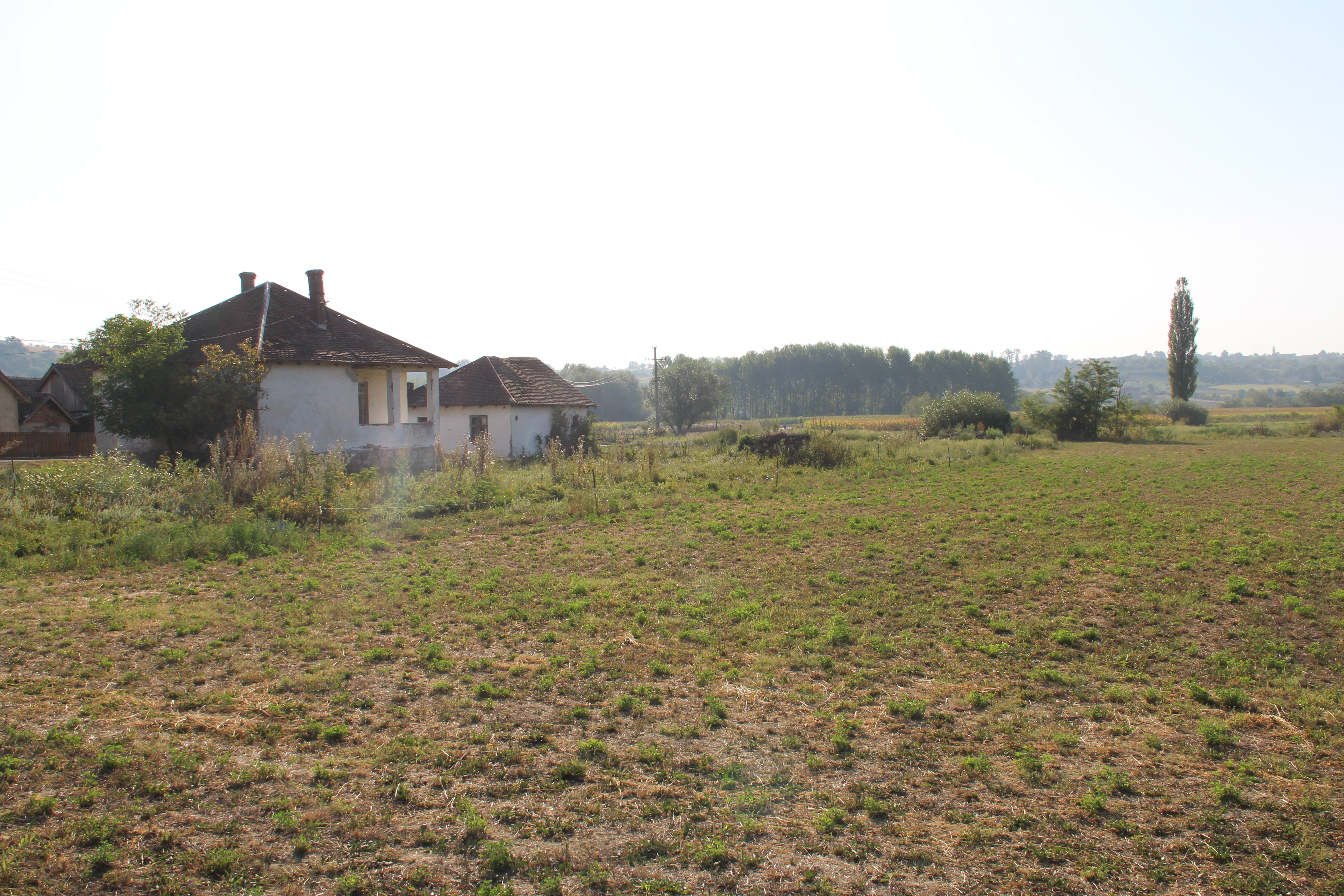
Veselinovac – Panorama
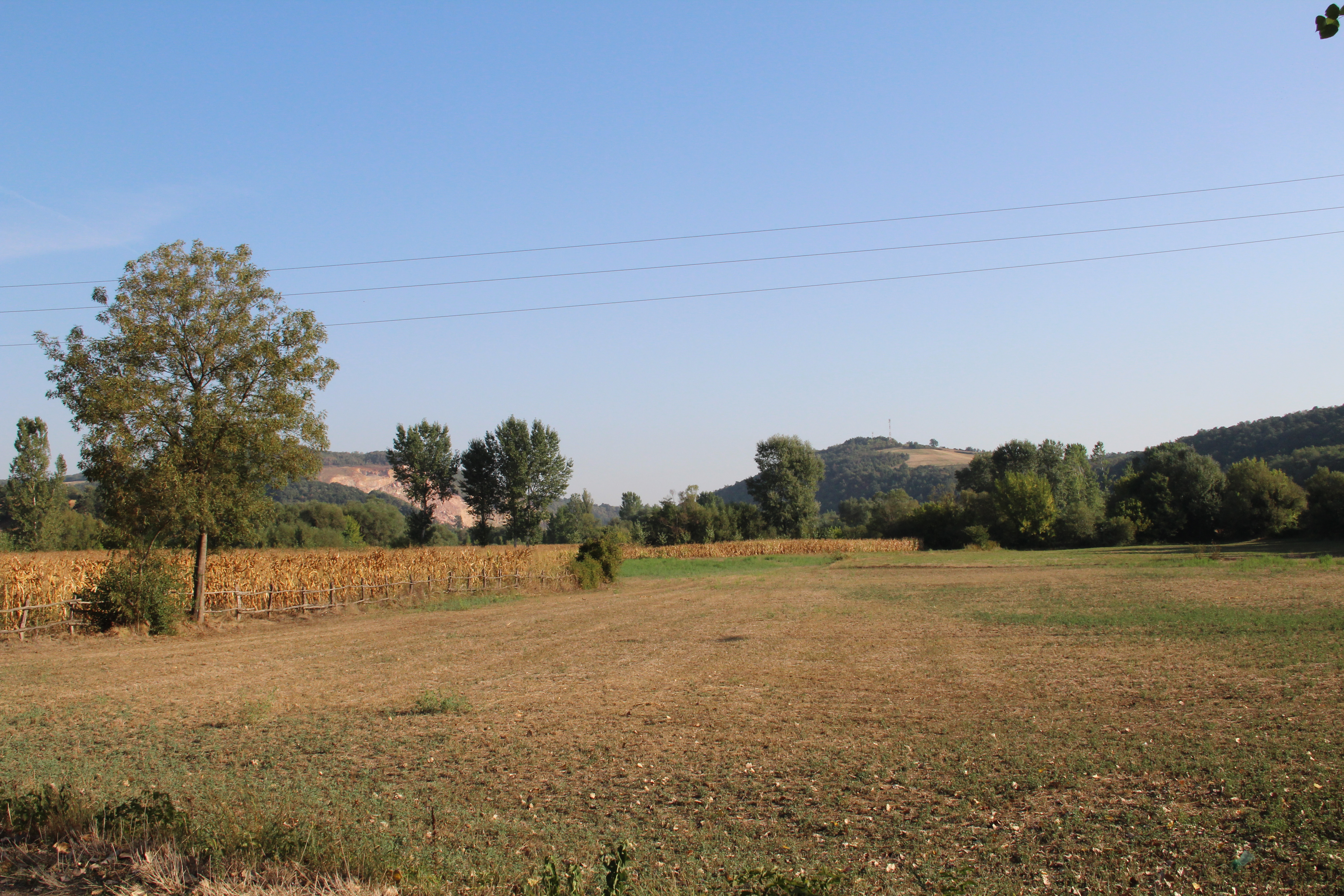
Veselinovac – Panorama

## Belege
- Artikel über Veselinovac auf der Seite poreklo.rs, (serbisch)
- Књига 9, Становништво, упоредни преглед броја становника 1948, 1953, 1961, 1971, 1981, 1991, 2002, подаци по насељима, Републички завод за статистику, Београд, мај 2004, ISBN 86-84433-14-9
- Књига 1, Становништво, национална или етничка припадност, подаци по насељима, Републички завод за статистику, Београд, фебруар 2003, ISBN 86-84433-00-9
- Књига 2, Становништво, пол и старост, подаци по насељима, Републички завод за статистику, Београд, фебруар 2003, ISBN 86-84433-01-7